# Leighton Meester
Leighton Marissa Meester (* 9. April 1986 in Fort Worth, Texas) ist eine US-amerikanische Schauspielerin, Sängerin und Songwriterin.
Von 2005 bis 2006 wirkte sie als "Savannah" in der Fernsehserie Surface – Unheimliche Tiefe mit und war daneben in Gastrollen in den Fernsehserien The Orville, How I Met Your Father, 24, Veronica Mars und Entourage zu sehen. Besondere Bekanntheit erlangte sie durch ihre Rolle als „Blair Waldorf“ in der Fernsehserie Gossip Girl, die von 2007 bis 2012 produziert wurde.

## Leben
Leighton Meester wurde im texanischen Fort Worth als Tochter von Constance (geb. Haas) und Douglas Meester geboren. Sie hat niederländische, deutsche, britische und irische Vorfahren.
Zum Zeitpunkt ihrer Geburt verbüßte ihre Mutter eine Haftstrafe für ihre Beteiligung an einem Drogen-Ring, der Marihuana aus Jamaika in die Vereinigten Staaten schmuggelte. Sie war in der Lage, Leighton in einem Krankenhaus zur Welt zu bringen, und pflegte sie für drei Monate in einem Resozialisierungszentrum, bevor sie ins Gefängnis zurückkehrte, um ihre Strafe zu vollenden. Danach kümmerte sich Meesters Großmutter um sie.
Meester wuchs in Marco Island, Florida, auf, wo sie an Produktionen in einem lokalen Theater beteiligt war. Als sie elf Jahre alt war, zogen Meester und ihre Mutter nach New York. Meester besuchte die Professional Children’s School und begann als Model für die Agentur Wilhelmina zu arbeiten. Sie wurde für eine Ralph-Lauren-Kampagne gebucht, die von Bruce Weber fotografiert wurde, und arbeitete mit der Fotografin Sofia Coppola sowie in der Werbung, unter anderem für Tamagotchi-Spielzeug und Clearasil. Ihr Fernsehdebüt gab Meester als die Freundin eines Mordopfers in einer Episode von Law & Order. Mit 14 zog sie nach Los Angeles, Kalifornien, weil sie beständige Arbeit wollte, und besuchte die Hollywood High School und die Beverly Hills High School. Dann wechselte sie zu einer kleinen privaten Schule und machte ihren Abschluss ein Jahr früher.
Im Juli 2011 reichten sie und ihre Mutter Klage gegeneinander ein wegen der finanziellen Unterstützung von Meesters jüngerem Bruder, der mehrere gesundheitliche Probleme hat. Meester sagte aus, dass das Geld, das sie ihrer Mutter gegeben habe, von dieser veruntreut worden sei, während ihre Mutter dagegen wegen Vertragsbruch und körperlicher Misshandlung klagte.
Bis April 2010 war Meester mit dem Schauspieler Sebastian Stan liiert, den sie am Set von Gossip Girl kennenlernte. Seit dem 14. Februar 2014 ist sie mit dem O.C.,-California-Star Adam Brody verheiratet. Am 4. August 2015 kam ihre gemeinsame Tochter zur Welt. Im September 2020 kam das zweite gemeinsame Kind, ein Sohn, zur Welt.

## Karriere

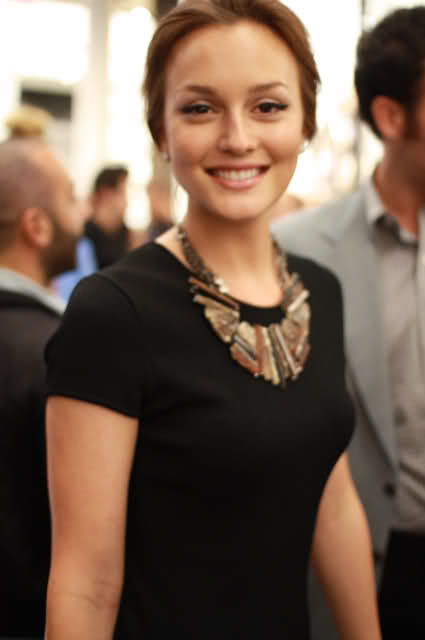
Leighton Meester (September 2010)

Nach ihrem Fernseh-Debüt im Jahr 1999, als sie Alyssa Turner in Law & Order spielte, erschien Meester als Gast in zwei weiteren Serien, bevor sie eine große Rolle in dem Film Hangman’s Curse – Der Fluch des Henkers ergatterte, basierend auf dem meistverkauften Buch von Frank E. Peretti. Sie erschien in der Serie Tarzan, die nur acht Folgen lief. Danach bekam Meester Gastrollen in anderen Serien, wie Crossing Jordan – Pathologin mit Profil, Eine himmlische Familie, Veronica Mars, 24 und Entourage.
2005 bekam Meester eine Hauptrolle in der Serie Surface – Unheimliche Tiefe als Savannah Bennet. 2006 war Meester in zwei weiteren Filmen, Flourish und Inside, zu sehen. Sie hatte Gastauftritte in Numbers – Die Logik des Verbrechens und in zwei Episoden von Dr. House, wo sie Ali spielt, ein junges Mädchen, das ein Auge auf Dr. House geworfen hat. Weiterhin hatte sie Gastrollen in CSI: Miami und in Shark. Sie spielte außerdem die weibliche Hauptrolle im Horrorfilm Drive-Thru.
2007 wurde Meester für die Teenage-Drama-Serie Gossip Girl als Blair Waldorf gecastet. Die Serie basiert auf einer Buchreihe der Autorin Cecily von Ziegesar und handelt vom Leben junger Erwachsener der privilegierten Oberschicht der New Yorker East Side. Ihr Auftritt ist der von Kritikern am meisten gefeierte der Sendung. Blair wird als der „breakout charakter“ der Serie bezeichnet und bekam auch viel Anerkennung aufgrund ihrer Garderobe.
Meester war in dem Fernsehfilm The Haunting of Sorority Row zu sehen und spielte eine Rolle im Comedy-Drama Remember the Daze. Ebenso erschien sie 2008 in dem Horror-Thriller Killer Movie – Fürchte die Wahrheit. 2010 hatte Meester kleinere Rollen in den Komödien Date Night – Gangster für eine Nacht und Verrückt nach dir. 2010 spielte sie in Screen Gems’ Country-Drama Country Strong und 2011 in dem Thriller The Roommate mit. 2011 war sie an der Seite von Selena Gomez und Katie Cassidy in der jungen Frauen-Komödie Plötzlich Star zu sehen sowie in Die Tochter meines besten Freundes zusammen mit Hugh Laurie.

### Musik
Im April 2009 unterzeichnete Meester einen Plattenvertrag bei Universal Republic. Meesters erste offizielle Single Somebody to Love, ein Duett mit dem R’n’B-Sänger Robin Thicke, wurde am 13. Oktober 2009 veröffentlicht. Ihre zweite Single Your Love’s a Drug erschien am 30. März 2010.
Meester veröffentlichte zusammen mit der Band Cobra Starship den Song Good Girls Go Bad, der die Top 10 der Billboard Hot 100 Charts erreichte, und mit Stephan Jerzak den Song She Said. Sie nahm eine Coverversion des Songs Christmas (Baby Please Come Home) auf. Für den Film Country Strong steuerte sie die Coversongs Words I Couldn’t Say und A Little Bit Stronger bei. Den Titel Summer Girl sang Meester für eine Werbung. Zusammen mit Garrett Hedlund sang sie das Duett Give in To Me.

## Filmografie (Auswahl)
- 1999: Law & Order (Fernsehserie, Folge 9x15 Disciple)
- 2001: Boston Public (Fernsehserie, Folge 2x06 Chapter Twenty–Eight)
- 2002: Noch mal mit Gefühl (Once and Again, Fernsehserie, Folge 3x12 Gardenia)
- 2002: Lieber Onkel Bill (Family Affair, Fernsehserie, Folge 1x07 No Small Parts)
- 2003: Hangman’s Curse – Der Fluch des Henkers (Hangman’s Curse)
- 2003: The Jackalope
- 2003: Tarzan (Fernsehserie, 5 Folgen)
- 2004: Crossing Jordan – Pathologin mit Profil (Crossing Jordan, Fernsehserie, Folge 3x07 Missing Pieces)
- 2004: Eine himmlische Familie (7th Heaven, Fernsehserie, 2 Folgen)
- 2004: North Shore (Fernsehserie, Folge 1x01 Pilot)
- 2004–2008: Entourage (Fernsehserie, 3 Folgen)
- 2005: 24 (Fernsehserie, 4 Folgen)
- 2005: Meine wilden Töchter (8 Simple Rules... for Dating My Teenage Daughter, Fernsehserie, Folge 3x21 The After Party)
- 2005: Veronica Mars (Fernsehserie, 2 Folgen)
- 2005–2006: Surface – Unheimliche Tiefe (Surface, Fernsehserie, 12 Folgen)
- 2006: Flourish
- 2006: Inside
- 2006: Numbers – Die Logik des Verbrechens (Numb3rs, Fernsehserie, Folge 2x19 Dark Matter)
- 2006: Dr. House (House M.D., Fernsehserie, Folgen 3x03 Informed Consent und 3x04 Lines in the sand)
- 2007: Drive Thru
- 2007: The Haunting of Sorority Row (Fernsehfilm)
- 2007: Remember the Daze
- 2007: CSI: Miami (Fernsehserie, Folge 5x16 Broken Home)
- 2007: Shark (Fernsehserie, 3 Folgen)
- 2007–2012: Gossip Girl (Fernsehserie, 121 Folgen)
- 2008: Killer Movie – Fürchte die Wahrheit (Killer Movie)
- 2010: Date Night – Gangster für eine Nacht (Date Night)
- 2010: Verrückt nach dir (Going the Distance)
- 2010: Country Strong
- 2011: Plötzlich Star (Monte Carlo)
- 2011: The Roommate
- 2011: Die Tochter meines besten Freundes (The Oranges)
- 2012: Der Chaos-Dad (That’s My Boy)
- 2014: Life Partners
- 2014: Der Richter – Recht oder Ehre (The Judge)
- 2014: Like Sunday, Like Rain
- 2014: By the Gun
- 2017: Making History (Fernsehserie, 9 Folgen)
- 2018: The Last Man on Earth (Fernsehserie, Folge 4x09 Karl)
- 2018–2020: Single Parents (Fernsehserie, 45 Folgen)
- 2019–2022: The Orville (Fernsehserie, Folgen 2x11 Lasting Impressions und 3x06 Twice In A Lifetime)
- 2019: Semper Fi
- 2022: Der Drache meines Vaters (My Father’s Dragon, Stimme)
- 2022–2023: How I Met Your Father (Fernsehserie, 8 Folgen)
- 2022: The Weekend Away
- 2023: River Wild
- 2023: EXmas
- 2025: Good Cop/Bad Cop (Fernsehserie, 8 Folgen)
- 2025: The Buccaneers (Fernsehserie)

## Awards
Nominierungen
- 2008: Als „beste Schauspielerin in einem Drama“ für Gossip Girl bei den Teen Choice Awards
- 2009: Als „weiblicher Durchbruch Star im TV“ für Gossip Girl bei den Teen Choice Awards
- 2009: Als „beste Schauspielerin in einem Drama“ für Gossip Girl bei den Teen Choice Awards
- 2010: Als „beste Schauspielerin in einem Drama“ für Gossip Girl bei den Teen Choice Awards
- 2011: Als „Best Villain“ für The Roommate bei den MTV Movie Awards
- 2013: Als „Schlechtestes Leinwandpaar“ (mit Adam Sandler) für Der Chaos-Dad bei der Goldenen Himbeere

Gewonnene Awards
- 2009: Als „beste Schauspielerin in einem Drama“ für Gossip Girl bei den Teen Choice Awards
- 2010: Als „beste Schauspielerin in einem Drama“ für Gossip Girl bei den Teen Choice Awards

## Diskografie

### Alben
- 2010: Love Is a Drug
- 2010: Valentine’s Day OST
- 2014: Heartstrings

### Singles
- 2009: Good Girls Go Bad (Cobra Starship feat. Leighton Meester)
- 2009: Somebody to Love (feat. Robin Thicke)
- 2009: Body Control
- 2010: Your Love’s a Drug
- 2010: She Said (Stephen Jerzak feat. Leighton Meester)
- 2010: Words I Couldn’t Say
- 2011: Give In to Me (Garrett Hedlund feat. Leighton Meester)